# Calluga completa
Calluga completa är en fjärilsart som beskrevs av W. Warren 1907. Calluga completa ingår i släktet Calluga och familjen mätare. Inga underarter finns listade i Catalogue of Life.